# Monção (Maranhão)
Monção est une municipalité brésilienne située dans l'État du Maranhão.

## Personnalités liées à la commune
- Eguinaldo (2004-), footballeur brésilien né à Monção.